# 小行星7553
小行星7553（7553 Buie）是一颗绕太阳运转的小行星，为主小行星带小行星。该小行星于1981年3月30日发现，以美國天文學家馬克·布伊命名。

## 轨道参数
小行星7553的轨道半长轴为2.3911628 UA，离心率为0.146。